# St. Margareten (Eschenbergen)

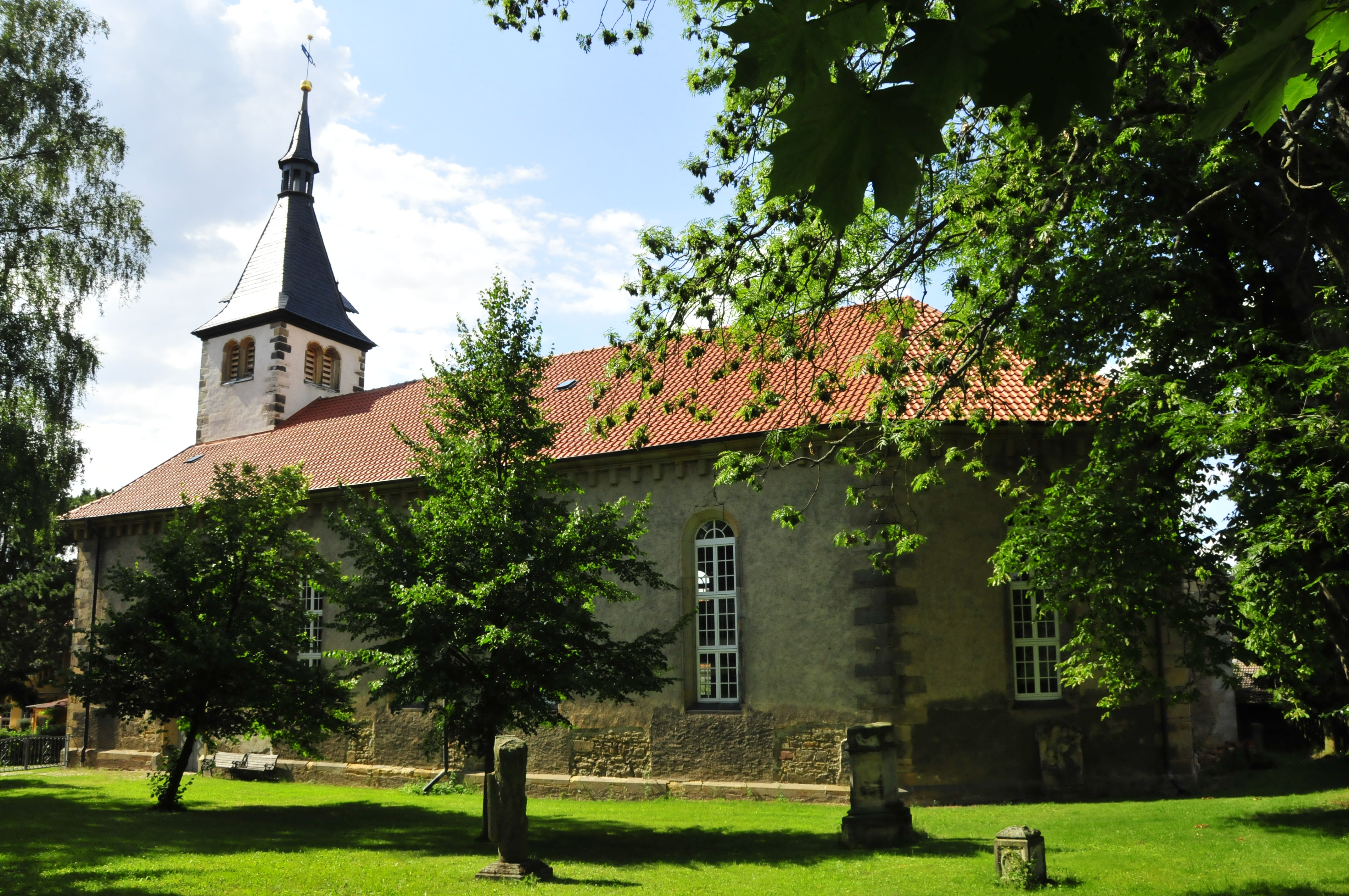
Die Kirche

Die evangelische Dorfkirche St. Margareten steht in der Gemeinde Eschenbergen im Landkreis Gotha in Thüringen.

## Geschichte
Über das Vorgängergotteshaus, die St. Nikolaus-Kapelle werden 1263 Streitigkeiten zwischen den Bauern und dem damaligen Kloster Georgenthal überliefert. Soh sahen die Bauern in St. Nikolai eine Parochialkirche, das Kloster hingegen eine Kapelle. Zu weiteren Differenzen kamen zwischen dem Erzbischof in Mainz und dem Kloster Georgenthal.
Der Bau der lutherischen Margareten-Kirche genannten Kirche zu Eschenberga begann 1584. Das Datum 1584 ist an einem Reliefstein an der Kirche angebracht. Die vier Ecken des Gotteshauses stehen auf Mühlsteinen. Das Gebälk wurde von einem Baumeister aus Arnstadt mangelhaft geplant und bearbeitet, sodass es nach Beendigung des Aufbaus einstürzte und acht Zimmermänner verletzte, wovon einer verstarb. Den Auftrag übernahm dann erfolgreicher eine Zimmerei aus Ballstädt.

## Zur Ausstattung der Kirche
Für die Kirche wurde 1575 eine große Glocke im A-Ton gegossen, die 24 Zentner wog. Die zweite Glocke, mit einem Gewicht von 12 Zentnern, stammt aus der wohl abgebrochenen Nikolai-Kapelle.
1618 wurde die Orgel eingebaut.
1728 tauschte man die Glocken zur Abstimmung der Töne auf E, A und H aus. Dies gelang womöglich nicht, denn 1841 baute man einen neuen Kirchturm und testete am 6. Oktober 1841 das Glockenspiel.
Zwei Glocken wurden im Ersten Weltkrieg eingeschmolzen sowie 85 kg Zinn aus den Prospektpfeifen.
1920 erhielt man zur Wiedergutmachung neue Glocken, aber der Klang der Glocke aus der Nikolai-Kapelle harmonierte nicht mit den Tönen der neuen Glocken. sodass die Nikolai-Glocke trotz starken Widerspruchs verkauft wurde.
1924 wurde eine Kirchturmuhr gekauft.